# Satiriskt stavfel
Satiriskt stavfel innebär att namn och ord felstavas för ett retoriskt syfte. Detta sker ofta genom att en bokstav ersätts med en annan bokstav (exempelvis att "k" ersätter "c") eller symboler (exempelvis att $ ersätter S). Det förekommer framför allt i informella sammanhang på Internet-forum, men förekommer också i politiskt skrivande som motsätter sig det nuvarande läget.

## "K" ersätts av "C"
Att på engelska ersätta bokstaven "C" med "K" på den första bokstaven i ett ord kom i bruk av Ku Klux Klan under dess tidiga år i mitten till slutet av 1800-talet. Konceptet används fortfarande idag bland medlemmar i klanen. De kallar sig själva "Konservative KKK".
Vänsteraktivister använde sig ibland av Amerika snarare än "America" vid hänvisning till USA under 1960- och början av 1970-talet i USA.  
En liknande användning i spanska (och även på italienska) är att skriva okupa istället för "ocupa" (ofta i en byggnad eller område som ockuperats av ockupanterna, med hänvisning till det namn som antogs av okupación aktivistgrupper), vilket är särskilt anmärkningsvärt eftersom bokstaven "k" varken finns i spanska eller italienska ord. Det härstammar från spanska anarkist- och punkrörelser som har använt "k" för att signalera uppror.
Bokstaven "C" byts ofta ut mot ett "K" (i icke-nedsättande betydelse) i skrivbordsmiljön KDE, en komponent i många Linux-distributioner.

## "KKK" ersätter "C" eller "K"
Den vanligaste användningen av bokstäverna "kkk" i ett politiskt satiriskt stavfel är stavningen av "Amerika" som "Amerikkka". Detta är en hänvisning till Ku Klux Klan, som vanligtvis försöker indikera att USA eller amerikanska samhället i grunden är rasistiskt. Det första kända användandet av "Amerikkka" registrerades i Oxford English Dictionary (OED) år 1970, i tidskriften Black World.

## "$" ersätter "S", "€" ersätter "E", "£" ersätter "L"
Dollartecknet $ kan ersätta bokstaven "S" för att ange plutokrati, girighet, korruption eller beteenden som uppfattas som icke-moraliska, samt oetisk anhopning av pengar. Till exempel:
- Bu$h (George W. Bush eller annan medlem av Bush-familjen) ,
- ca$h (cash, kontant)
- Comca$t (Comcast)
- Com$haft (Comcast) Se Micro$haft nedan.
- E$$o (Esso eller Exxon Mobil): används av UK-baserade Stop Esso-kampanjen för att uppmuntra människor att bojkotta Esso, i protest mot Esso:s motstånd mot Kyotoprotokollet.
- IR$, Internal Revenue $ervice (Internal Revenue Service)
- I$rael (Israel)
- £inux Används av kritiker till GNU/Linux
- Micro$oft, M$, Micro$haft (Microsoft): används för att understryka påståendet att Microsoft har affärsmetoder som är inriktade på att tjäna pengar snarare än att producera bra produkter.  Microsoft dömdes under Förenta staternas antitrustlagstiftning av att ta otillbörlig fördel av sin monopolställning. Företaget kritiseras även för att dra fördel av lojala kunder och uppgradering av produkter årligen för ett dyrt pris.   Se även: Kritik mot Microsoft.
- taxe$ (taxes, skatter)
- T$R (TSR): En vanligt förekommande epitet på Internet som används av fanatiker till företagets produkter för att hänvisa till deras vana att hota med att stämma sina fans över fan-webbplatser (företaget gick sedan i konkurs och köptes upp av Wizards of the Coast, som i sin tur köptes upp av Hasbro).
- Co$ eller $cientology (Scientologikyrkan)
- Ru$$ia (Ryssland)
- Uncle $am (Uncle Sam)
- United $tates , United $tate$ , U$ , U$A (USA)
- U$aisamonster (USAISAMONSTER)
- U$C (University of Southern California)
- Wa$hington (Washington)
- kla$$ (class)
- $ky Används av kritiker till den brittiska satellit-tv-sändaren British Sky Broadcasting
- $GA€ (SGAE)
- $ony Används av kritiker till Sony
- Lar$ Används av kritiker till Lars Ulrich efter att han och Metallica stämde och slutligen stängde fildelningstjänsten Napster.